# Kustavi
Kustavi (in svedese Gustavs) è un comune finlandese di 950 abitanti, situato nella regione del Varsinais-Suomi.